# Miguel Ángel Alba Díaz
Pour les articles homonymes, voir Alba et Miguel Díaz (homonymie).
 (septembre 2020).
Miguel Ángel Alba Díaz, né le 23 janvier 1951 à Monterrey au Nuevo León au Mexique, est l'évêque du diocèse de La Paz en la Baja California Sur depuis 2001.